# Sustrato lingüístico del catalán

Lenguas paleohispánicas.

en el estudio de la historia de la lengua catalana, el sustrato lingüístico del catalán se refiere al substrato lingüístico de lenguas paleohispánicas que influyeron en la formación del catalán, sobre todo en el léxico y en la toponimia.

## Clasificación
.

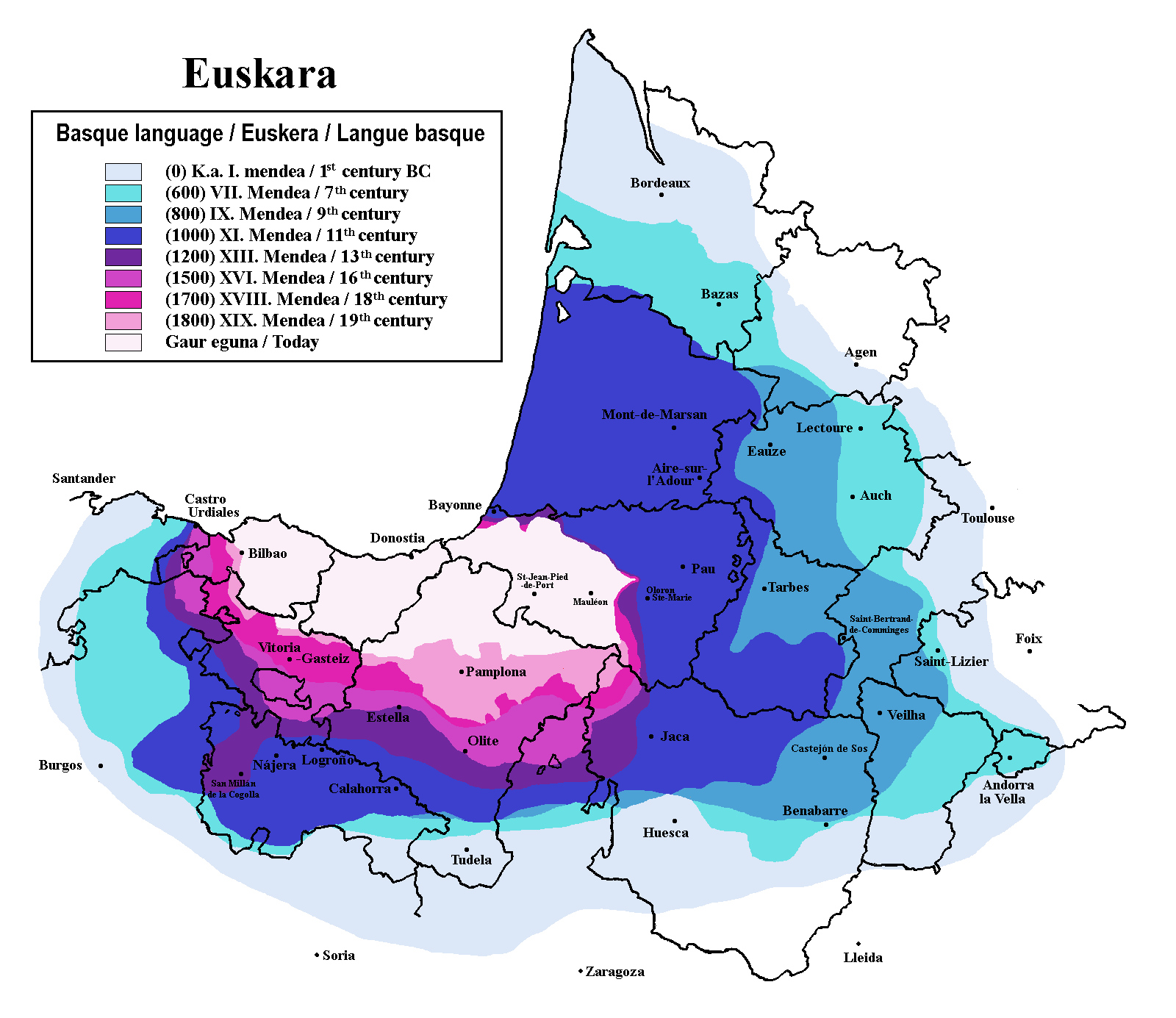
El vasco se habría hablado en el noroeste de Cataluña al menos hasta el, como atestigua la toponimia

A partir de las lenguas prerromanas, se establece la diferenciación entre el sustrato ibérico, el sustrato céltico y el sustrato sorotáptico. En el noroeste habría existido presumiblemente también un substrato vasco.
El sustrato vasco está formado por dos lenguas diferentes que estuvieron en contacto. Algunos de los elementos del léxico general que han permanecido en el catalán son: esquerre 'izquierdo', pissarra 'pizarra', estalviar 'ahorrar', bassa y paparra. Y algunos topónimos de origen vasco del noroeste de las zonas catalanoparlantes como: Esterri, Benavarri, Ordino, entre otros. La situación geográfica de estos topónimos corresponde a las zonas ocupadas por, entre otras, las tribus de los ilergetes, actualmente la mayor parte de las comarcas leridanas, y los ceretanos, distribuidos por los valles altos del Segre.
El sustrato céltico corresponde al pueblo indoeuropeo de los celtas. La mayor parte de los celtismos son esencialmente topónimos como: Besalú (< Bisuldunum), Salardú, Verdú (< Virodunum), entre otros.
El sustrato sorotápico proviene del sorotapto, una lengua o lenguas indoeuropea preceltas, supuestamente habladas por los miembros de la cultura de los campos de urnas de la que se conservan algunos elementos como la palabra común barana 'baranda', por ejemplo.